# 2012年中国大陆
| 中国历史 / 中国历史年表 |
| 世紀： 20世纪中国 / 21世纪中国 / 22世纪中国 |
| 年代： 1980年代中国大陆 / 1990年代中国大陆 / 2000年代中国大陆 / 2010年代中国大陆 / 2020年代中国大陆 / 2030年代中国大陆 / 2040年代中国大陆                     |
| 年份： 2008年中国大陆 / 2009年中国大陆 / 2010年中国大陆 / 2011年中国大陆 / 2012年中国大陆 / 2013年中国大陆 / 2014年中国大陆 / 2015年中国大陆 / 2016年中国大陆 |
| 纪年： 壬辰年（龙年）、中华人民共和国成立63周年 |

## 领导人
- 中共中央总书记：胡锦涛 → 习近平
- 国家主席：胡锦涛
- 国务院总理：温家宝
- 全国人大常委会委员长：吴邦国
- 全国政协主席：贾庆林

## 大事記
2012年中國：1月 - 2月 - 3月 - 4月 - 5月 - 6月 - 7月 - 8月 - 9月 - 10月 - 11月 - 12月

## 1月
- 1月22日，在中國大陸銷售的费列罗巧克力，频现“活蛆虫”。
- 1月30日，北京否认实行买菜刀实名制。有市民买菜刀忘带身份证欲以登记身份证号代替出示身份证遭商场拒绝，商场称公安两天一检查。

## 3月
- 3月3日-5日，第十一届全国人民代表大会第五次会议和第十一届全国政协第五次会议在北京召开。

## 9月
- 9月4日晚间，中国国家主席胡锦涛、国务院总理温家宝、国务院副总理李克强分别在北京会见来华访问的美国国务卿希拉里·克林顿。
- 9月5日，据新华社报导，原重庆市公安局局长王立军因犯徇私枉法、叛逃、滥用职权、受贿案等，近日已由四川省成都市人民检察院依法向成都市中级人民法院提起公诉。王立军徇私枉法、叛逃、滥用职权、受贿案依法提起公诉。
- 9月7日中午11时19分，云南省与贵州省交界地带（北纬27.5，东经104.0）发生5.7级地震，震源深度14.0公里。
- 9月17日 上午9时10分左右，日本东京都港区的俄罗斯驻日大使馆前路上，一男子点燃自己的车子，但无人受伤。警察将男子制伏，57岁的男子向警方供述，他是因為钓鱼台列屿的问题，看到中国反日示威游行等，他想抗议。下午6时，日本福冈一20多岁男子开车来到中国领事馆前方，下车从路上隔著总领事馆约10公尺处，大喊「中国」，然后丢掷两枚火焰筒。事后驾车逃逸。大约将近一个小时到警局自首，自称隶属右翼团体。火焰筒约10公分长，外观呈红色，落点位於领事馆正面玄关附近。

## 11月
- 11月15日，習近平於中共十八屆一中全會上當選中國共產黨中央委員會總書記及中國共產黨中央軍事委員會主席，与李克强、张德江、俞正声、刘云山、王岐山、张高丽，七人共同组成新一届中共中央政治局常委会。
- 11月16日，贵州毕节五名流浪儿童为避寒躲入垃圾桶中取暖，因一氧化碳中毒死亡。
- 11月30日，在南中国海，众多中国渔船中的两艘与越南探测船发生碰撞，越南探测船船尾伸入海中的探测用缆线被损坏。